# Ebringen
Ne doit pas être confondu avec Erbringen.
Ebringen est une commune de Bade-Wurtemberg (Allemagne), située dans l'arrondissement de Brisgau-Haute-Forêt-Noire, dans le district de Fribourg-en-Brisgau.